# Lamprophis erlangeri
Espèce
Synonymes
- Boodon erlangeri Sternfeld, 1908

Lamprophis erlangeri est une espèce de serpents de la famille des Lamprophiidae. 

## Répartition
Cette espèce est endémique d'Éthiopie.

## Description
L'holotype de Lamprophis erlangeri mesure 32 cm dont 4 cm pour la queue.

## Publication originale
- Sternfeld, 1908 : Neue und ungenügend bekannte afrikanische Schlangen. Sitzungsberichte der Gesellschaft Naturforschender Freunde zu Berlin, vol. 4, p. 92-95 (texte intégral).